# Damon Stoudamire
Damon Lamon Stoudamire (Portland, Oregón; 3 de septiembre de 1973) es un exjugador y actual entrenador de baloncesto estadounidense que disputó 13 temporadas en la NBA y que actualmente dirige a los Georgia Tech Yellow Jackets. Con 1,78 metros de estatura, jugaba en la posición de base.

## Trayectoria

### Instituto
Damon comenzó a jugar en el instituto, en el Wilson High School de Portland. Allí lideró a su equipo a un récord de 74-4 y a conseguir dos campeonatos estatales. 

### Universidad
De 1991 a 1995 jugó para los Wildcats de la Universidad de Arizona, que llegó en 1994 a la Final Four de la NCAA. Tuvo de entrenador al legendario Lute Olson y fue incluido en el Primer Equipo de Americanos, además de ser finalista en el Jugador del Año Universitario.

### Profesional

#### Toronto Raptors
Fue elegido en el puesto número 7 del draft de 1995 por Toronto Raptors. Tuvo una notoria temporada como novato con los Raptors, promediando unas 9,3 asistencias y 19 puntos. Se ganó el mote de "Mighty Mouse" debido a su estatura e incluso llegó a hacerse un tatuaje de Super Ratón. Fue galardonado con el premio Rookie del año de la temporada 1995-96 y el MVP del partido de novatos. El 26 de febrero de 1996, repartió 19 asistencias, estableciendo así el récord de la franquicia canadiense.

#### Portland Trail Blazers
En 1998 fue transferido por los Raptors junto a otros dos jugadores a los Portland Trail Blazers, a cambio de Kenny Anderson, Alvin Williams, Gary Trent, dos selecciones de primera ronda del draft, una selección de segunda ronda del draft y una cantidad de dinero. Como miembro de los Trail Blazers, sus estadísticas bajaron con respecto a las de su carrera. En 2002 se pasó prácticamente toda la temporada en el banquillo, teniendo por delante de él a Scottie Pippen y a Bonzi Wells en el puesto de base. De todas formas, en los playoffs Stoudamire contó con bastantes minutos de juego.
El 14 de enero de 2005 Stoudamire logró un éxito tanto para su carrera como para la franquicia de los Trail Blazers consiguiendo anotar 54 puntos, contra los New Orleans Hornets. El mismo año, el 15 de abril de 2005, alcanzó un récord de la NBA con 21 intentos de tiros de 3, convirtiendo 5 de estos.
El contrato de Stoudamire con los Blazers expiró en 2005, y era sabido públicamente que los Trail Blazers, que estaban buscando rejuvenecer la plantilla, no tenían intención de renovar a Damon. Esto quedó claramente demostrado en agosto de 2005 cuando el equipo fichó al base agente libre Juan Dixon, y le asignaron el dorsal de Stoudamire (3).

#### Memphis Grizzlies
El 5 de agosto de 2005, después de haber estado negociando con varios equipos, fue anunciado que firmó un contrato de 4 años con los Memphis Grizzlies, donde reemplazó a Jason Williams, que dejó el equipo para irse a los Miami Heat como base titular. El 30 de diciembre jugando en su ciudad natal de Portland, Stoudamire se rompió el tendón paralelo. Fue intervenido quirúrgicamente en Birmingham, Alabama, la siguiente semana. Se perdió desde entonces toda la temporada 2005-2006. En la temporada 2007-08 fue cortado por los Grizzlies tras haber declarado éste que no sería el suplente del rookie Mike Conley Jr.. El 3 de febrero de 2008,  se unió a los San Antonio Spurs.

#### San Antonio Spurs
En febrero de 2008, firmó un contrato con los San Antonio Spurs. Su paso por el equipo de Texas fue muy breve, es más, solo se prolongó durante la lesión de Tony Parker. Tras esto, los Spurs decidieron prescindir de sus servicios.

### Entrenador
En diciembre de 2008, aceptó el puesto de asistente para el desarrollo de jugadores en la Universidad de Rice, bajo el entrenador  Ben Braun.
En febrero de 2009, se unió al cuerpo técnico de los Memphis Grizzlies junto a Henry Bibby.
En mayo de 2011 se une como asistente a los Tigers de la Universidad de Memphis,
En mayo de 2013, abandona Memphis y se une a los Wildcats de la Universidad de Arizona .
En mayo de 2015, regresa como asistente a los Memphis Tigers.
En marzo de 2016, se marcha como técnico principal a los Pacific Tigers.
Tras cinco años en la Universidad del Pacífico, en julio de 2021, se convierte en asistente de los Boston Celtics.
El 13 de marzo de 2023, es nombrado técnico principal de los Yellow Jackets del Instituto de Tecnología de Georgia.

## Estadísticas de su carrera en la NBA

### Temporada regular
| Año     | Equipo      | PJ  | PT  | MPP  | %TC  | %3P  | %TL  | RPP | APP | ROB | TPP | PPP  |
| ------- | ----------- | --- | --- | ---- | ---- | ---- | ---- | --- | --- | --- | --- | ---- |
| 1995–96 | Toronto     | 70  | 70  | 40.9 | .426 | .395 | .797 | 4.0 | 9.3 | 1.4 | .3  | 19.0 |
| 1996–97 | Toronto     | 81  | 81  | 40.9 | .401 | .355 | .823 | 4.1 | 8.8 | 1.5 | .2  | 20.2 |
| 1997–98 | Toronto     | 49  | 49  | 41.5 | .425 | .317 | .844 | 4.4 | 8.1 | 1.6 | .1  | 19.4 |
| 1997–98 | Portland    | 22  | 22  | 36.6 | .364 | .263 | .787 | 3.7 | 8.2 | 1.5 | .1  | 12.4 |
| 1998–99 | Portland    | 50  | 50  | 33.5 | .396 | .310 | .730 | 3.3 | 6.2 | 1.0 | .1  | 12.6 |
| 1999–00 | Portland    | 78  | 78  | 30.4 | .432 | .377 | .841 | 3.1 | 5.2 | 1.0 | .0  | 12.5 |
| 2000–01 | Portland    | 82  | 82  | 32.4 | .434 | .374 | .831 | 3.7 | 5.7 | 1.3 | .1  | 13.0 |
| 2001–02 | Portland    | 75  | 71  | 37.3 | .402 | .353 | .888 | 3.9 | 6.5 | .9  | .1  | 13.5 |
| 2002–03 | Portland    | 59  | 27  | 22.3 | .376 | .386 | .791 | 2.6 | 3.5 | .7  | .1  | 6.9  |
| 2003–04 | Portland    | 82  | 82  | 38.0 | .401 | .365 | .876 | 3.8 | 6.1 | 1.2 | .1  | 13.4 |
| 2004–05 | Portland    | 81  | 70  | 34.1 | .392 | .369 | .915 | 3.8 | 5.7 | 1.1 | .0  | 15.8 |
| 2005–06 | Memphis     | 27  | 27  | 31.9 | .397 | .346 | .855 | 3.5 | 4.7 | .7  | .0  | 11.7 |
| 2006–07 | Memphis     | 62  | 51  | 24.2 | .391 | .337 | .795 | 2.2 | 4.8 | .8  | .0  | 7.5  |
| 2007–08 | Memphis     | 29  | 29  | 21.5 | .397 | .383 | .808 | 2.4 | 3.9 | .7  | .0  | 7.3  |
| 2007–08 | San Antonio | 31  | 4   | 13.3 | .301 | .255 | .750 | 1.5 | 1.7 | .3  | .1  | 3.4  |
| Total   | Total       | 878 | 793 | 33.2 | .406 | .357 | .833 | 3.5 | 6.1 | 1.1 | .0  | 13.4 |

### Playoffs
| Año   | Equipo      | PJ | PT | MPP  | %TC  | %3P  | %TL   | RPP | APP | ROB | TPP | PPP  |
| ----- | ----------- | -- | -- | ---- | ---- | ---- | ----- | --- | --- | --- | --- | ---- |
| 1998  | Portland    | 4  | 4  | 41.5 | .397 | .364 | 1.000 | 4.3 | 9.5 | 1.2 | .2  | 17.8 |
| 1999  | Portland    | 13 | 13 | 31.0 | .380 | .455 | .706  | 3.2 | 5.6 | .6  | .1  | 10.2 |
| 2000  | Portland    | 16 | 16 | 27.9 | .415 | .333 | .833  | 2.6 | 3.6 | .5  | .2  | 8.9  |
| 2001  | Portland    | 3  | 3  | 38.0 | .413 | .154 | 1.000 | 3.0 | 4.3 | .7  | .3  | 17.7 |
| 2002  | Portland    | 3  | 3  | 33.0 | .227 | .750 | .667  | 2.3 | 3.3 | .7  | .0  | 5.0  |
| 2003  | Portland    | 7  | 6  | 33.1 | .456 | .484 | .952  | 5.1 | 5.6 | .9  | .3  | 15.3 |
| 2008  | San Antonio | 7  | 0  | 5.0  | .333 | .250 | .667  | 1.0 | .3  | .1  | .0  | 1.9  |
| Total | Total       | 53 | 45 | 28.2 | .399 | .389 | .847  | 3.0 | 4.4 | .6  | .2  | 10.1 |

## Vida personal
Damon es primo de los también jugadores de baloncesto que pasaron por la NBA Salim Stoudamire, Terrence Jones y Grant Williams.

### Suspensión
Su paso por los Trail Blazers estuvo unido con algunos incidentes relacionados con la marihuana, incluyendo uno donde, junto a otro jugador de la NBA Rasheed Wallace, su Hummer amarillo fue parado por conducir sobrepasando los límites de velocidad y bajo la influencia de marihuana. Tras el tercer arresto de Stoudamire por posesión de marihuana en 2003, fue multado con 250,000 dólares y suspendido por tres meses. El presidente de los Trail Blazers Steve Patterson anunció que quería anular el contrato de Stoudamire, pero no encontró ninguna cláusula que se lo permitiera.
Stoudamire completó un programa de rehabilitación de 90 días y públicamente juró dejar de tomar marihuana. Para demostrarlo, hizo un trato con el columnista del diario deportivo The Oregonian John Canzano, para hacerse un test de orina cualquier día de la temporada 2003-2004 sin que él lo supiera con antelación; y así probar su sobriedad. A mitad de temporada, Canzano apareció en el vestuario del equipo con un bote que Stoudamire llenó con su orina; un examen de un labotario independiente demostró que estaba "limpio". El incidente hizo que Stoudamire recuperase el aprecio de muchos fanes de Portland. De todas formas, Stoudamire fue fuertemente criticado por la Asociación de Jugadores de la NBA por el control de drogas, argumentando que había que ceñirse a los controles impuestos por la liga. El hecho de que el control fuera voluntario y no administrado por la liga ni por ninguno de sus equipos, no impidió que Stoudamire fuera criticado. A pesar de esto, no fue tomada ninguna acción oficial contra Stoudamire por su participación en el control.